# شفلرية بسيطة الأوراق
شفلرية بسيطة الأوراق (الاسم العلمي:Schefflera simplicifolia) هي نوع من النباتات تتبع جنس الشفلرية من الفصيلة الأرالية.